# 九龍巴士16線
九龍巴士16線是香港九龍的一條巴士路線，來往藍田（廣田邨）與旺角（柏景灣），途經觀塘、牛頭角、新蒲崗、九龍城、旺角、大角咀等地。
本線另設特快特別路線16X與16P線，前者起訖點與主線16相同，但改經觀塘繞道，不經觀塘至九龍灣，只於星期一至五上午繁忙時間、星期六上午繁忙時間過後日間提供往旺角（柏景灣）服務，星期一至五下午繁忙時間、星期六下午至晚間提供往藍田（廣田邨）服務，後者來往旺角（柏景灣）及觀塘碼頭，只於星期一至五上午及下午繁忙時間服務。
本線是香港境內最後一批改為全空調的巴士路線之一（另外3條是九巴5A、93K和98A），而本線的非空調尾車更是香港史上最後一班開出的非空調班次（原為5月9日00:02由旺角柏景灣開出，但後來延至00:15開出），亦使本線成為香港史上最後一條全冷的巴士路線。

## 歷史
- 1975年3月16日，本線投入服務，來往藍田（北）及大角咀碼頭。
- 1975年10月1日，因配合17線投入服務，來回程改經全段亞皆老街，不再駛經何文田。
- 1989年10月11日，配合位於藍田的康華苑及興田邨入伙，改經秀茂坪道交匯處及連德道，不再駛經啟田道。
- 1993年8月26日，配合位於藍田碧雲道的公共房屋入伙而延長至廣田邨，同日亦增設由藍田（北）開出的晨早特別班次。
- 1993年10月11日，增設空調巴士服務。
- 1995年5月8日，因大角咀進行填海工程，本線與其他以大角咀碼頭為總站的路線需臨時遷往大角咀總站。
- 1999年8月15日，由大角咀總站遷往新落成的維港灣總站。
- 2000年7月9日，由維港灣總站遷往旺角（柏景灣）總站，往藍田方向繞經奧運站巴士總站。
- 2003年7月6日，晨早特別班次改由新落成的平田巴士總站開出。
- 2012年4月30日，本線加強空調服務。
- 2012年5月9日：本線改為全空調服務，成為最後一批九龍市區路線，以至全港最後一批專利巴士路線改為全空調服務[6]。若以時間計算，本線為香港最後一條全冷的專利巴士路線（因其餘三線於晚上10時前已全冷）。
- 2015年9月5日：增設到站時間預報。[7]
- 2015年12月19日：開設特快路線16X，逢星期一至五（公眾假期除外）由藍田（廣田邨）單向開出一班往旺角（柏景灣），經觀塘繞道[8]。
- 2018年5月5日：往廣田邨方向改經觀塘道行車隧道，不停觀塘站公共運輸交匯處。[9]
- 2019年12月30日：平田特別班次由九班減至八班。[10]
- 2021年2月20日：平田特別班次星期六由八班減至四班。[11]
- 2021年2月22日：16X線早上由藍田（廣田邨）開出班次增至三班車及增設黃昏由旺角（柏景灣）開出班次回程服務，經觀塘繞道往返兩地。[12]
- 2023年11月27日：
  - 16X線增設星期六服務，並延長服務時間，來回程改經亞皆老街天橋及九龍城天橋，往旺角方向取消太子道西「富豪東方酒店」、亞皆老街「九龍醫院」及「亞皆老街球場」及「怡安閣」站，往藍田方向取消亞皆老街「亞皆老街中電」、「九龍醫院」及「亞皆老街球場」站。[13]
  - 16P線投入服務[14]

2024年8月26日：16P線往觀塘碼頭方向增停亞皆老街「播道醫院」、太子道東「譽．港灣」及「彩虹邨」站；下午回程班次開出時間改為17:50。

## 服務時間及班次
16常規班次
| 藍田（廣田邨）開 | 藍田（廣田邨）開 | 藍田（廣田邨）開 | 旺角（柏景灣）開 | 旺角（柏景灣）開 | 旺角（柏景灣）開 |
| 日期             | 服務時間         | 班次（分鐘）     | 日期             | 服務時間         | 班次（分鐘）     |
| ---------------- | ---------------- | ---------------- | ---------------- | ---------------- | ---------------- |
| 星期一至五       | 05:35-06:40      | 13               | 星期一至五       | 06:00            | 06:00            |
| 星期一至五       | 06:40-08:40      | 10               | 星期一至五       | 06:20-07:35      | 15               |
| 星期一至五       | 08:40-09:04      | 12               | 星期一至五       | 07:35-09:00      | 12/13            |
| 星期一至五       | 09:04-09:30      | 13               | 星期一至五       | 09:00-14:00      | 15               |
| 星期一至五       | 09:30-13:00      | 15               | 星期一至五       | 14:00-15:24      | 12               |
| 星期一至五       | 13:00-15:00      | 12               | 星期一至五       | 15:24-15:35      | 11               |
| 星期一至五       | 15:00-17:00      | 15               | 星期一至五       | 15:35-16:45      | 10               |
| 星期一至五       | 17:00-17:22      | 11               | 星期一至五       | 16:45-17:03      | 9                |
| 星期一至五       | 17:22-17:32      | 10               | 星期一至五       | 17:03-17:35      | 8                |
| 星期一至五       | 17:32-17:59      | 9                | 星期一至五       | 17:35-18:35      | 10               |
| 星期一至五       | 17:59-18:29      | 10               | 星期一至五       | 18:35-19:20      | 9                |
| 星期一至五       | 18:42、18:55     | 18:42、18:55     | 星期一至五       | 19:20-22:00      | 10               |
| 星期一至五       | 19:10-23:50      | 20               | 星期一至五       | 22:00-23:00      | 12               |
|                  |                  |                  | 星期一至五       | 23:00-00:35      | 15               |
| 00:35            |                  |                  | 星期一至五       |                  |                  |
| 星期六           | 05:35-06:20      | 15               | 星期六           | 06:00-06:40      | 20               |
| 星期六           | 06:20-07:50      | 10               | 星期六           | 06:40-07:25      | 15               |
| 星期六           | 07:50-09:20      | 9                | 星期六           | 07:25-09:25      | 12               |
| 星期六           | 09:20-11:00      | 10               | 星期六           | 09:25-11:25      | 15               |
| 星期六           | 11:00-12:00      | 12               | 星期六           | 11:25-12:25      | 12               |
| 星期六           | 12:00-16:20      | 10               | 星期六           | 12:25-16:35      | 10               |
| 星期六           | 16:20-17:05      | 9                | 星期六           | 16:35-17:55      | 8                |
| 星期六           | 17:05-18:35      | 10               | 星期六           | 17:55-18:49      | 9                |
| 星期六           | 18:35-19:35      | 12               | 星期六           | 18:49-18:59      | 10               |
| 星期六           | 19:35-19:50      | 15               | 星期六           | 18:59-21:35      | 12               |
| 星期六           | 19:50-23:50      | 20               | 星期六           | 21:45            | 21:45            |
|                  |                  |                  | 星期六           | 21:55-23:07      | 12               |
| 23:21            |                  |                  | 星期六           |                  |                  |
| 23:35-00:35      | 20               |                  | 星期六           |                  |                  |
| 星期日及公眾假期 | 05:35-06:35      | 15               | 星期日及公眾假期 | 06:00-07:00      | 20               |
| 星期日及公眾假期 | 06:35-07:00      | 12/13            | 星期日及公眾假期 | 07:00-11:00      | 15               |
| 星期日及公眾假期 | 07:00-09:00      | 12               | 星期日及公眾假期 | 11:00-13:00      | 12               |
| 星期日及公眾假期 | 09:00-10:00      | 10               | 星期日及公眾假期 | 13:00-18:30      | 10               |
| 星期日及公眾假期 | 10:00-12:00      | 12               | 星期日及公眾假期 | 18:30-19:30      | 12               |
| 星期日及公眾假期 | 12:00-17:20      | 10               | 星期日及公眾假期 | 19:30-22:20      | 10               |
| 星期日及公眾假期 | 17:20-19:20      | 12               | 星期日及公眾假期 | 22:20-23:20      | 12               |
| 星期日及公眾假期 | 19:20-19:50      | 15               | 星期日及公眾假期 | 23:20-23:35      | 15               |
| 星期日及公眾假期 | 19:50-23:50      | 20               | 星期日及公眾假期 | 23:35-00:35      | 20               |

16特別班次（平田→旺角（柏景灣））
| 平田開     | 平田開     | 平田開     | 平田開     |
| 星期一至五 | 星期一至五 | 星期一至五 | 星期一至五 |
| ---------- | ---------- | ---------- | ---------- |
| 06:40      | 07:00      | 07:20      | 07:40      |
| 08:00      | 08:20      | 08:50      | 09:20      |
| 星期六     |            |            |            |
| 06:40      | 07:20      | 08:20      | 09:20      |

16特別班次逢星期日及公眾假期不設服務
16X
| 藍田（廣田邨）開 | 藍田（廣田邨）開    | 藍田（廣田邨）開    | 旺角（柏景灣）開 | 旺角（柏景灣）開 | 旺角（柏景灣）開 |
| 日期             | 服務時間            | 班次（分鐘）        | 日期             | 服務時間         | 班次（分鐘）     |
| ---------------- | ------------------- | ------------------- | ---------------- | ---------------- | ---------------- |
| 星期一至五       | 07:55、08:15、08:35 | 07:55、08:15、08:35 | 星期一至五       | 17:50-18:30      | 20               |
| 星期一至五       | 09:00-12:00         | 30                  | 星期一至五       | 18:30-23:00      | 30               |
| 星期六           | 10:00-16:00         | 30                  | 星期六           | 15:00-23:00      | 30               |

16X線逢星期日及公眾假期不設服務
16P
- 星期一至五：
  - 旺角（柏景灣）開：07:50
  - 觀塘碼頭開：17:50

16P線逢星期六、日及公眾假期不設服務

## 收費
| 路線   | 全程收費                | 分段收費 |
| ------ | ----------------------- | --- |
| 16（X) | $7.8（16）／$8.6（16X） | - 采頤花園往旺角（柏景灣）／九龍灣站往藍田（廣田邨）（只適用於16線）：$6.7 - 觀塘市中心（16）／興田邨（16X）往藍田（廣田邨）：$5.2 |
| 16P    | $8.6                    | - 采頤花園往旺角（柏景灣）：$6.7                                                                                                   |

| - 本線設有12歲以下小童及65歲或以上長者半價優惠。 - 65歲或以上香港居民使用「樂悠咭」，以及12歲以下合資格殘疾兒童使用「殘疾人士身份」個人八達通繳付車資，均可享有每程$2.0或半價（以較低者為準）的票價優惠；12至64歲合資格殘疾人士使用「殘疾人士身份」個人八達通（包括「樂悠咭」），以及60至64歲香港居民使用「樂悠咭」繳付車資，均可享有每程$2.0或全費（以較低者為準）的票價優惠。 - 65歲或以上長者如使用長者或一般個人八達通繳付車資，則只可享有半價優惠；12至64歲合資格殘疾人士如不使用「殘疾人士身份」個人八達通，以及60至64歲人士如不使用「樂悠咭」繳付車資，必須繳付全費。 - 乘客可以現金或八達通於上車時付款，不設找續。 - 每位成人乘客可免費攜帶最多兩名4歲以下而不佔座位的兒童乘客乘車，超額之4歲以下小童必須繳付小童車費乘車。 - 持有「九巴月票」之乘客在車票有效期內，每日可享最多10程任何九龍巴士及龍運巴士路線（包括本路線，以及聯營路線的九龍巴士／龍運巴士提供的班次；惟乘搭機場「A」及「NA」線則可享原價二七折優惠（不會計算每天10次合資格車程））；而B1線則每日可享最多各2程（不會計算每天10次合資格車程）。 - 九龍巴士、城巴、龍運巴士及陽光巴士全職員工及家屬（不包括外判職員）可免費乘搭本路線，惟必須拍職員或職員家屬八達通。 - 乘客亦可透過多元化電子支付系統（e度嘟）繳付車資，包括使用非接觸式VISA卡、JCB卡、萬事達卡、銀聯卡、美國運通、大來國際、Discover Card、Apple Pay、Google Pay、Samsung Pay、AlipayHK「易乘碼」、支付寶、WeChatHK／微信支付「搭車碼」、銀聯雲閃付「乘車碼」及BOC Pay「乘車碼」。乘客使用此付款方式，使用此支付方式的乘客可享有中途下車之分段收費，以及與其他九巴／龍運獨營路線或聯營線九巴／龍運班次之轉乘優惠，惟不適用於與非九巴／龍運路線之轉乘優惠，亦不能享有「公共交通費用補貼計劃」及「長者及合資格殘疾人士公共交通票價優惠計劃」。 |

### 八達通轉乘優惠
乘客登上本線後150分鐘內以同一張八達通卡轉乘以下路線，或由以下路線登車後150分鐘內以同一張八達通卡轉乘本線，次程可獲$4.2車資折扣優惠：
16←→2A、6D、17
- 16往旺角 → 2A、6D往美孚或17往愛民邨
- 2A往樂華、6D往牛頭角或17往觀塘 → 16往藍田

16←→98、98A、296A
- 16往藍田 → 98、98A或296A往將軍澳
- 98、98A或296A往觀塘 → 16往旺角

以上轉乘優惠不適用於16X線

## 使用車輛
現時16線使用1輛Enviro500 MMC 12米（ATENU）、22輛富豪B9TL 12米（AVBWU）
16X線由16線抽調巴士行走。

## 行車路線
16(X)

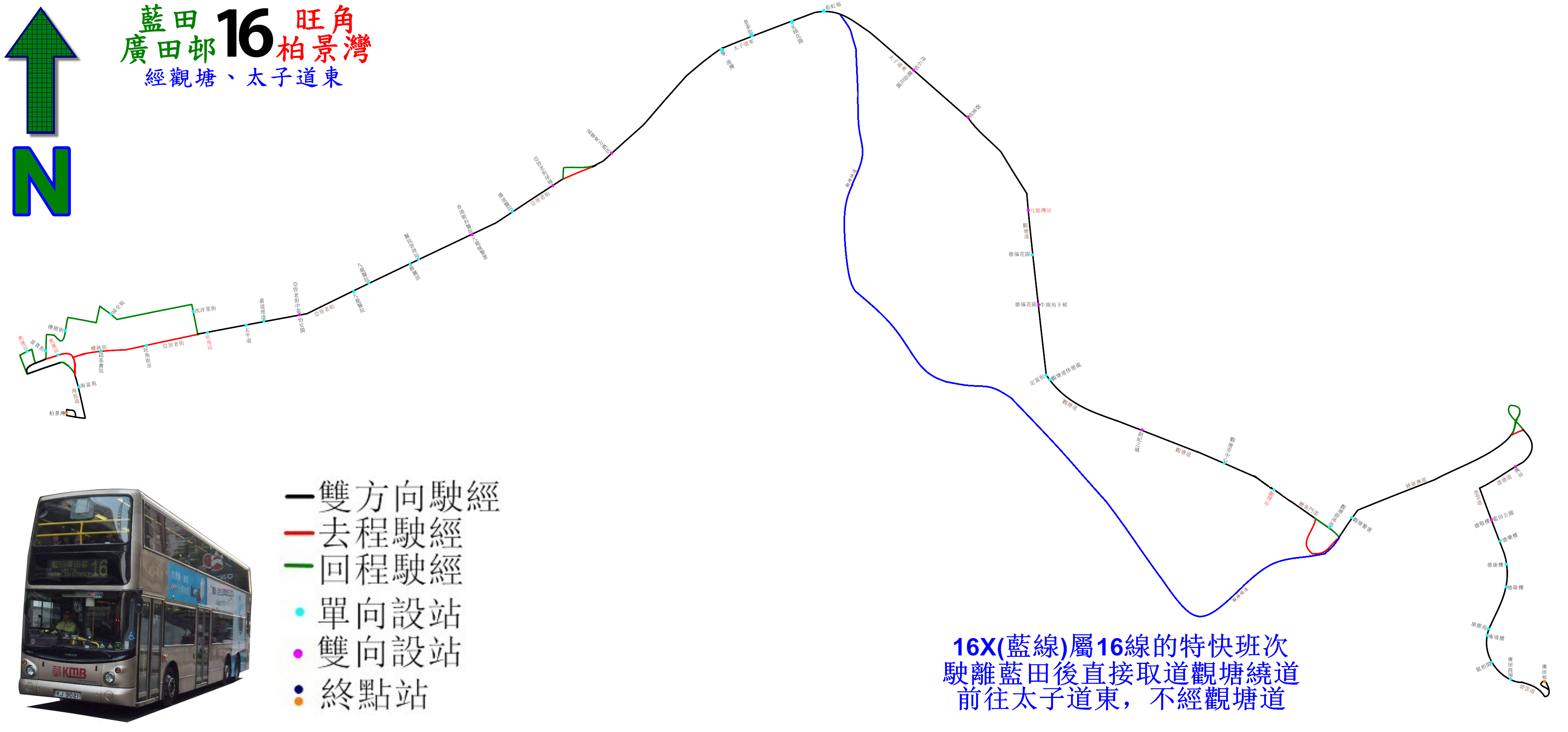
16線及16X線的走線圖，當中藍線表示16X線的走線

藍田（廣田邨）開經：碧雲道、連德道、將軍澳道、天橋、茶果嶺道、鯉魚門道、觀塘道、太子道東、太子道西、亞皆老街、櫻桃街、大角咀道、未命名路及海泓道。
16由平田開出的特別班次不經粗體字之路段，經安田街、平田街、安田街、智田街、藍田（北）巴士總站、德田街，然後返回連德道16常規班次原線。
16X改經觀塘繞道，不經有斜體字的街道。
旺角（柏景灣）開經：海泓道、櫻桃街、海景街、奧運站公共運輸交匯處、深旺道、櫻桃街、大角咀道、未命名路、櫸樹街、晏架街、槐樹街、福全街、旺角道、西洋菜南街、亞皆老街、太子道西、太子道東、觀塘道、鯉魚門道、將軍澳道、天橋、連德道及碧雲道。
16X改經觀塘繞道，不經有斜體字的街道。
16線各班次之具體停站請參考資訊框
16X線之具體停站請參考資訊框
16P
旺角（柏景灣）開經：海泓道、櫻桃街、海景街、奧運站公共運輸交匯處、深旺道、櫻桃街、大角咀道、未命名路、櫸樹街、晏架街、槐樹街、福全街、旺角道、西洋菜南街、亞皆老街、太子道西、太子道東、觀塘道、偉業街、天橋、啟祥道、宏照道、常悅道、常怡道、宏照道、海濱道、順業街、偉業街及觀塘碼頭通道。
觀塘碼頭開經：偉業街、勵業街、海濱道、宏照道、啟祥道、偉業街、天橋、觀塘道、太子道東、天橋、亞皆老街、櫻桃街、大角咀道、櫻桃街、櫻桃街迴旋處及海泓道。
16P線之具體停站請參考資訊框

## 使用狀況
16：16線是來往藍田碧雲道及旺角的主要路線，即使有紅色小巴提供相近的服務，但小巴不能進入碧雲道，而且乘搭港鐵來往大角咀及觀塘區是非常迂迴，加上途經九龍城和旺角，使此路線成為連接兩地的主要路線，於早至晚客量一直甚高。
16X：根據2019-2020年度巴士路線計劃，最繁忙一小時內的載客率為66%。

## 昔日的九巴路線16
- 第1代16屬新界區路線，來往粉嶺至大埔，於1930年代初由中巴接辦，1933年6月11日地區專利生效後由九巴接辦，但在二次大戰時停止服務。
- 第2代16號線於1947年10月7日由3號線（佐敦道碼頭至元朗）更改編號，1973年7月16日起配合九巴大幅度重組路線再更改編號為50。

## 全空調服務前一日
2012年5月8日，是九巴最後一日提供非空調巴士服務的日子，亦是香港專利巴士史上最後一班「熱狗」巴士開出的日子。由於僅餘最後4條提供非空調巴士服務的路線中（另三條為5A、93K及98A線），本線熱狗尾班為四條路線中最遲的一條（依當時班次表計，仍有熱狗巴士上掛的字軌16-02尾班車為5月9日00:02於柏景灣總站開出，其餘三線於當晚10時前已宣告全冷），意味該班次之熱狗尾班車將成為香港史上最後一班載客非空調班次，故吸引大批巴士迷和一般市民前往拍攝，以見證這個歷史時刻。 
九巴事前並沒宣告最後熱狗會落戶哪條線，但九巴於其中一部時任16線掛牌熱狗(S3V15/GK9063)披上再見熱狗的車身廣告，廣告中出現了16字樣，加上在全冷日前，本線01-03及S01字軌仍為熱狗掛牌，即使後來03字軌「急凍」仍保持最多熱狗掛牌紀錄，因此已有不少人認為，本線將會成為香港巴士歷史上最後一條全冷路線。九巴原本預計於同年5月19日正式完成所有路線全冷工作，但全冷日前夕(5月1日，勞動節)，巴士迷追捕30X線最後熱狗時，發生「獲嘉之亂」，事後亦遭傳媒及大眾熱議，導致九巴為平息巴士迷過份追捕熱狗的行為，亦於同年5月5日宣佈，將路線全冷日提早至5月9日，亦代表5月8日晚上將會成為熱狗告別夜。
5月8日上午開始，已陸續出現非空調巴士前往支援四條仍設有熱狗服務的路線，當中以本線車輛較多。入夜後的柏景灣總站，熱狗尾班車尚未開出，前來支持的市民早早宣告「打爆」16線使用的站坑，隨後而至的乘客更一度打蛇餅至鄰線33A的站坑，導致33A需使用柏景灣總站備用站坑作服務。九巴為應付本線尾班車的強大人潮，當晚不斷加派非空調巴士前往柏景灣總站支援。隨着5A、98A及93K線分別於20:20-21:40期間宣告全冷，本線正式成為香港僅餘的一條熱狗線。
直至5月9日凌晨0時02分(即字軌16-02收車前最後一班行走班次)，柏景灣總站已聚集8輛熱狗用車，等待執行香港史上終極尾班。除原本行走16-02的掛牌車外，其餘7輛均以加班支援形式行走該班次。該7輛熱狗中有3部曾支援其餘三條最後熱狗線，及一部以純「跨廠特」形式支援的用車（包括兩部完成將軍澳熱狗服務的用車：行走98A的S3N362/GA4829，及行走93K的S3N360/GA6394。兩部由荔枝角車廠前來支援的跨廠熱狗：S3V27/GL390，及S3N365/GA5685，其中GL390完成5A線服務後前來支援）。由於登車人數眾多，因此原定於00:02開出之班次，獲安排行走頭車的GL390至00:15才得以駛離柏景灣總站。除了登上有關最後熱狗班次外，有巴士迷亦專程向城巴租用開篷巴士（車隊編號20），沿途跟隨本線各班最後熱狗班次，方便拍攝熱狗最後時光。
代表着香港史上最後一班熱狗的用車（S3V26／GL258，完成任務後由九龍灣廠調往荔枝角廠收藏）於凌晨01:20抵達「終極尾站」廣田邨總站，而隨着各熱狗於01:39離開廣田邨，代表本線正式改為全空調服務，本線成為香港史上最後一條全冷之專利巴士路線，亦象徵今後再沒有非空調巴士在香港的專利巴士路線上行走，更標誌著由1921年香港首部巴士投入服務起，服務香港接近一個世紀的非空調巴士，正式告別香港專利巴士行列。

## 外部連結
- 九巴16線 （页面存档备份，存于）
- 九巴16X線 （页面存档备份，存于）
- 九巴16、16X線詳細時間表 （页面存档备份，存于）